# Sepia naranja
La sepia naranja o calamar naranja es un plato de sepia presente en la gastronomía cantonesa. Es un plato siu mei, aunque no se asa mucho. Suele encontrarse en el sur de China, Hong Kong y los barrios chinos extranjeros.
El color naranja procede de un colorante alimentario, y no tiene nada que ver con la fruta. Se añaden algunos condimentos, ya que la sepia sola apenas tiene sabor. Tiene una textura suave-crujiente (爽, jyutping: song2) única, habitualmente no encontrada en ninguna otra carne.
Cuando se sirve, suele cortarse en trozos pequeños. Viene con una salsa para mojar alcalina negra llamada 鹵水 (jyutping: lou5 seoi2) que le da un sabor ligeramente salada. Suele aceptarse que la salsa procede de Guangdong o Chaozhou.